# Umhausen
Umhausen è un comune austriaco di 3 174 abitanti nel distretto di Imst, in Tirolo. Si trova nella Ötztal, valle laterale dell'Inn. Stazione sciistica specializzata nello slittino su pista naturale, ha ospitato i Mondiali della disciplina nel 2011, nel 2021 e gli Europei nel 2006 e nel 2014.